# Verge de Candelaria
La Verge de Candelaria o Mare de Déu de la Candela, coneguda popularment com la Morenita, és la patrona de les Canàries i una de les set patrones de les comunitats autònomes d'Espanya. La seva imatges a la Basílica de Nostra Senyora de la Candelaria (Candelaria, Tenerife) és un símbol per a Canàries i s'ha convertit en un punt de pelegrinatge per a creients i de visita obligada per als turistes.

## Història

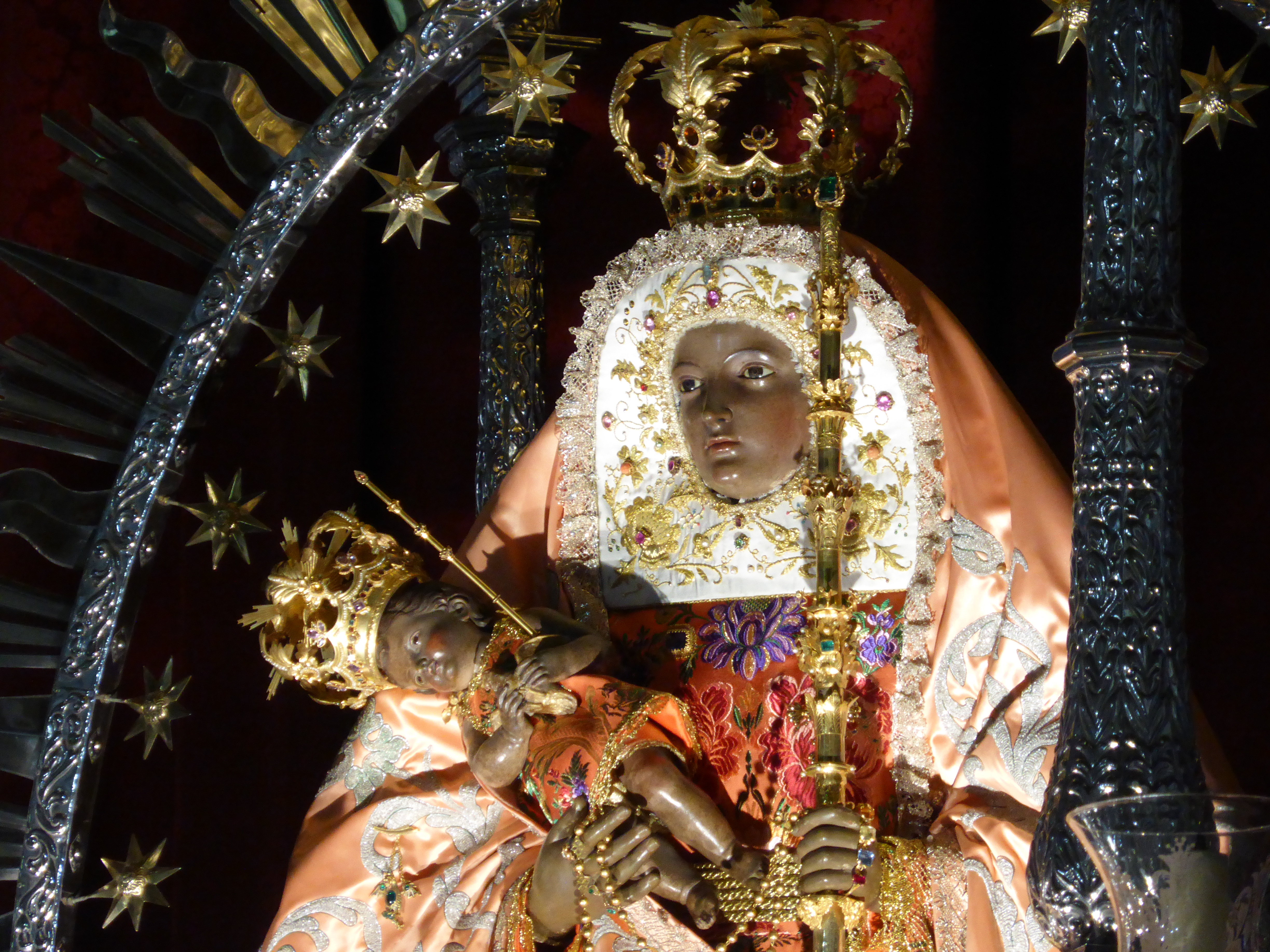
Verge de Candelaria (Patrona de les Illes Canàries), venerada a Tenerife.

L'aparició de la Mare de Déu que segons la llegenda va ser trobada en la propera platja de Chimisay (actual municipi de Güímar) en el segle xiv, en època dels guanxes i que el rei de la zona (Mencey de Güímar) va ordenar conservar la "estranya figura". Més tard un guanxe cristianitzat anomenat Antón Guanche, va reconèixer en la imatge a la Mare de Déu i des de llavors la invoca sota el nom de "La nostra Senyora Santa María de la Candelaria". Després de la conquista de l'illa (1496) la imatge va ser traslladada a la Cova d'Achbinico situada darrere de l'actual Basílica de Candelaria, en aquesta cova va rebre culte per part dels guanxes, qui l'anomenaven "Chaxiraxi" (nom d'una deïtat guanxe).
Després de l'aparició de la Verge i seva identificació iconogràfica amb aquest esdeveniment bíblic, la festa va començar a celebrar-se amb un caràcter marià a l'any 1497, quan el conqueridor Alonso Fernández de Lugo, va celebrar la primera festa de la Candelera dedicada especialment a la Mare de Déu, coincidint amb la festa de la purificació, el 2 de febrer. Abans de la conquesta de Tenerife, els aborígens guanxes celebraven una festivitat entorn de la imatge de la Mare de Déu durant la festa del Beñesmen al mes d'agost. Aquesta era la festa de la collita, la qual marcava l'inici de l'any. A l'actualitat, la festa de la Mare de Déu de la Candelera a les illes Canàries se celebra a més del 2 de febrer també el 15 d'agost, dia de l'Assumpció de la Mare de Déu en el santoral catòlic. Per a alguns historiadors, les festes celebrades en honor de la Mare de Déu durant el mes d'agost són una reminiscència sincretizada de les antigues festes del Beñesmen.
La devoció a la verge va convertir a la Cova d'Achbinico o Cova de San Blas en el primer santuari cristià de Canàries. La imatge de la verge va ser robada i duta a Lanzarote, on es diu que la talla de la verge es girava mirant en direcció a Tenerife, la imatge va ser després retornada a la seva cova a Tenerife. Posteriorment la Verge de Candelaria va ser traslladada a la basílica, situada a uns pocs metres davant de la cova. Actualment hi ha a la cova una imatge en bronze de la Verge de Candelaria, que és una còpia fidel de la primitiva imatge adorada pels guanxes i també hi ha en la cova una imatge de San Blas (el sant que dona l'actual nom a la cova). La cova d'Achbinico té una gran importància no solament religiosa, sinó també històrica, car en ella van ser batejats els guanxes, la pila original amb la qual van ser batejats encara es conserva en el cambril de la basílica. També destaca la font dels Pelegrins, situada al costat de la basílica.

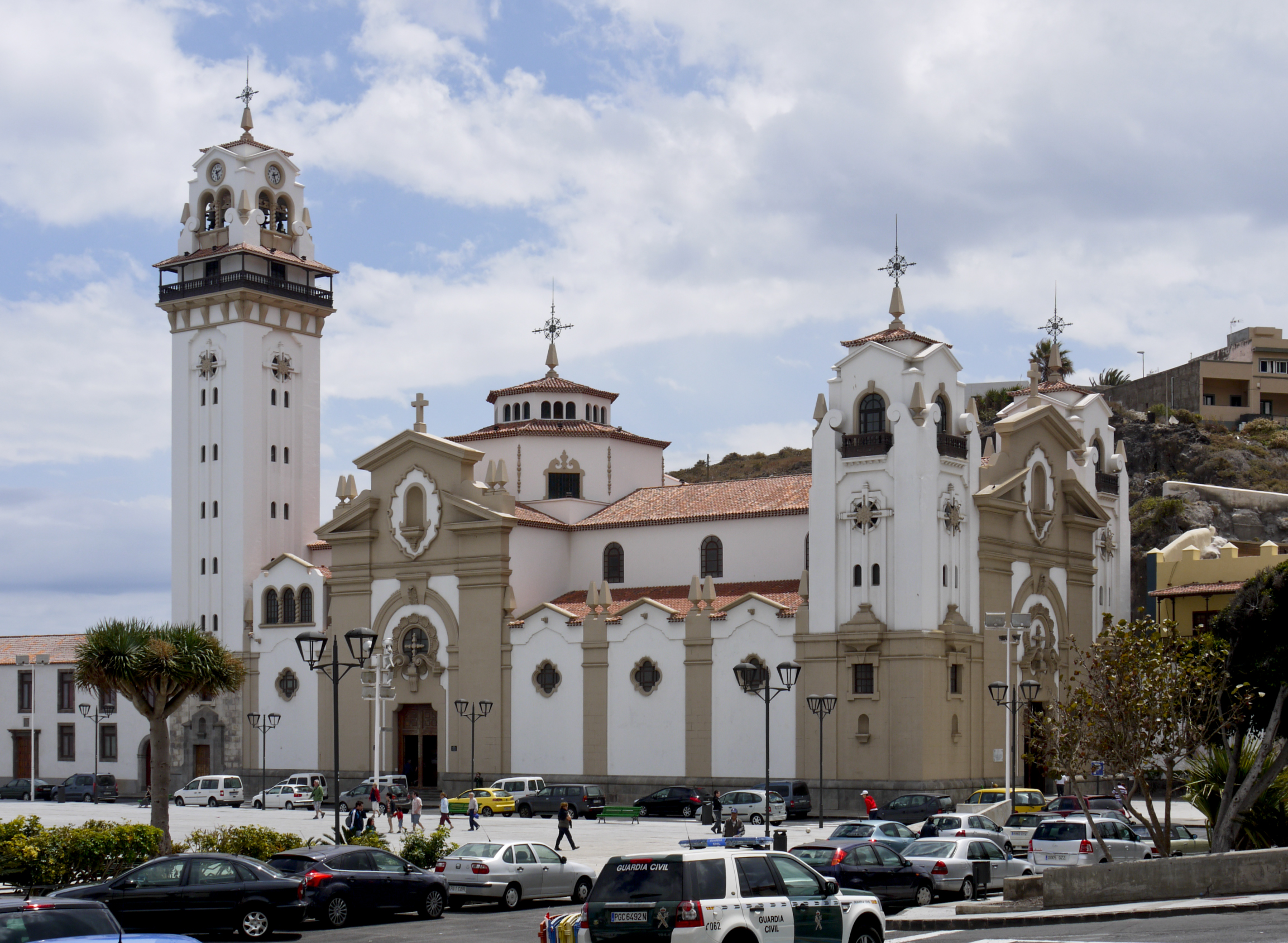
Basílica de Nostra Senyora de la Candelaria, Tenerife.

A la Verge de Candelaria se l'anomena afectuosament a Canàries "La Morenita" ("la moreneta", en català). A Espanya hi ha altres verges negres conegudes d'aquesta manera, com la Mare de Déu de Montserrat (patrona de Catalunya) o la Mare de Déu de Lluc (patrona de Mallorca).
Aquest municipi, al contrari que altres viles marianes del món, que en general són les seves advocacions de la verge qui prenen el nom de les seves corresponents viles o municipis, el municipi de Candelaria pren el nom de la Verge. Més tard la Verge de Candelaria va ser declarada “patrona principal de l'arxipèlag canari” per decret de la Sagrada Congregació de Ritus el dia 12 de desembre de 1867 i fou coronada canònicament el 13 d'octubre de 1889. Encara que ja en 1599 havia estat declarada patrona de canàries pel Papa Climent VIII. Una curiositat digna d'esment és que en la ciutat de San Antonio (Texas) que va ser fundada per canaris i que està agermanada amb les dues capitals canàries, es troba la catedral més antiga dels Estats Units i en el seu altar principal hi hauna imatge de la Verge de Candelaria.
Se sap que frares mallorquins es van establir a l'illa de Tenerife abans de la seva conquesta per intentar cristianitzar els aborígens guanxes. Cal ressenyar que la Verge de Candelaria és una verge negra de la mateixa manera que la Verge de Lluc, patrona de Mallorca. A més, el tipus de roba que portava la imatge original de la Candelaria era molt similar al de la Mare de Déu de Lluc i es creu que el Nen Jesús de la imatge mallorquina portava originalment a les mans un ocellet de la mateixa manera que el que porta l'Infant de la imatge primitiva i actual de la Verge de Candelaria. Per aquesta raó, alguns investigadors pensen que la imatge original de la Verge de Candelaria va poder ser realitzada prenent com a model a la Verge de Lluc encara que canviant els detalls iconogràfics.

## Festes
La seva festa se celebra cada 2 de febrer i 15 d'agost, en aquestes festes milers de pelegrins van a la seva basílica per a participar en la missa solemne, les processons i altres actes. En la nit del 14 al 15 d'agost es fa la Pelegrinatge a Candelaria amb gents vingudes de totes les illes i de fora d'elles, i per descomptat de Tenerife. Aquesta és una caminada a peu des dels diferents municipis de l'illa fins al santuari de la verge.